# Liste der Naturschutzgebiete in Simmerath
Laut Auskunft der Nationalparkverwaltung bestehen die im Nationalpark Eifel liegenden Naturschutzgebiete weiterhin als rechtskräftige Gebiete. Der Nationalpark mit seinen Regelungen der Nationalpark-Verordnung ist übergelagert. Inhaltlich widersprechen sich Naturschutzgebietsregelungen wie Schutzzwecke, -ziele und Ge-/ Verbote nicht mit den Festsetzungen des Nationalparks.

## Liste
| Schlüsselnr. | Gemeinde  | Gebietsname                                              | Fläche in ha |
| ------------ | --------- | -------------------------------------------------------- | ------------ |
| ACK-001      | Simmerath | Wollerscheider Venn                                      | 41,8859      |
| ACK-018      | Simmerath | Kämpchen                                                 | 21,3610      |
| ACK-019K1    | Simmerath | Steinbruch Kallbrück und Peterbach (ACK)                 | 4,4039       |
| ACK-042      | Simmerath | Kranzbruch-Venn                                          | 1,2224       |
| ACK-043      | Simmerath | Buchenwald Dedenborn                                     | 539,3003     |
| ACK-062      | Simmerath | Alte Hahner Straße                                       | 45,3334      |
| ACK-063      | Simmerath | Laubwald am Hasselbachgraben                             | 287,6696     |
| ACK-064      | Simmerath | Wollerscheider Wald                                      | 42,8848      |
| ACK-065      | Simmerath | Wollerscheider Wiesen                                    | 8,8653       |
| ACK-066      | Simmerath | Kelzer- und Saarscher Bachtal                            | 46,3762      |
| ACK-067      | Simmerath | Lenzbach                                                 | 11,5425      |
| ACK-068      | Simmerath | Rurtal mit den Felsbildungen der Uhusley                 | 269,6355     |
| ACK-069      | Simmerath | Erkensruhrtal mit Nebenbächen und Felsen am Oberseeufer  | 40,6669      |
| ACK-070      | Simmerath | Ostufer des Obersees mit Felshängen                      | 111,5050     |
| ACK-071      | Simmerath | Eiserbachtal mit Nebenbächen                             | 67,8903      |
| ACK-072      | Simmerath | Weidenbachtal mit Nebenbächen bis zum Rurseeufer         | 114,0907     |
| ACK-073      | Simmerath | Wolfs- und Wollebachtal                                  | 48,6769      |
| ACK-074      | Simmerath | Senkelbachquellen                                        | 2,8028       |
| ACK-075      | Simmerath | Klafter- und Fringsklafterbachtal                        | 7,7724       |
| ACK-076      | Simmerath | Tiefenbachtal bei Rollesbroich mit Nebenbächen           | 41,3737      |
| ACK-077      | Simmerath | Mittleres Kalltal                                        | 42,1782      |
| ACK-078      | Simmerath | Quellwiesen Steckelbüchel                                | 8,1376       |
| ACK-079      | Simmerath | Belgenbachtal mit Seilfertsief, Drossel- und Holzbachtal | 53,6424      |
| ACK-080      | Simmerath | Brombachtal und Brommersbachtal mit Nebenbach            | 107,2912     |
| ACK-081      | Simmerath | Peterbachquellgebiet                                     | 30,3607      |
| ACK-082      | Simmerath | Paustenbacher Venn                                       | 49,0783      |
| ACK-083      | Simmerath | Riffelsbachtal                                           | 25,9713      |
| ACK-084      | Simmerath | Oberes Kalltal mit Nebenbächen                           | 134,8483     |
| ACK-085      | Simmerath | Kranzbach und Kranzbruchvenn                             | 32,8         |
| ACK-086      | Simmerath | Tiefenbachtal bei Simmerath mit Nebenbächen              | 164,1775     |
| ACK-087      | Simmerath | Schluchtwald Kalltal                                     | 51,3115      |
| ACK-088      | Simmerath | Schilsbachtal mit Nebenbächen und Hangwäldern am Rursee  | 233,3335     |
| ACK-089      | Simmerath | Donnerbruch                                              | 4,6182       |

Liste der Naturschutzgebiete in der Städteregion Aachen